# Шоптикуль
Шоптику́ль (каз. Шөптікөл) — село у складі Теректинського району Західноказахстанської області Казахстану. Входить до складу Долинського сільського округу.
У радянські часи село називалось Шоптіколь.
Населення — 207 осіб (2021; 342 у 2009, 532 у 1999, 677 у 1989).